# Kilkea Castle

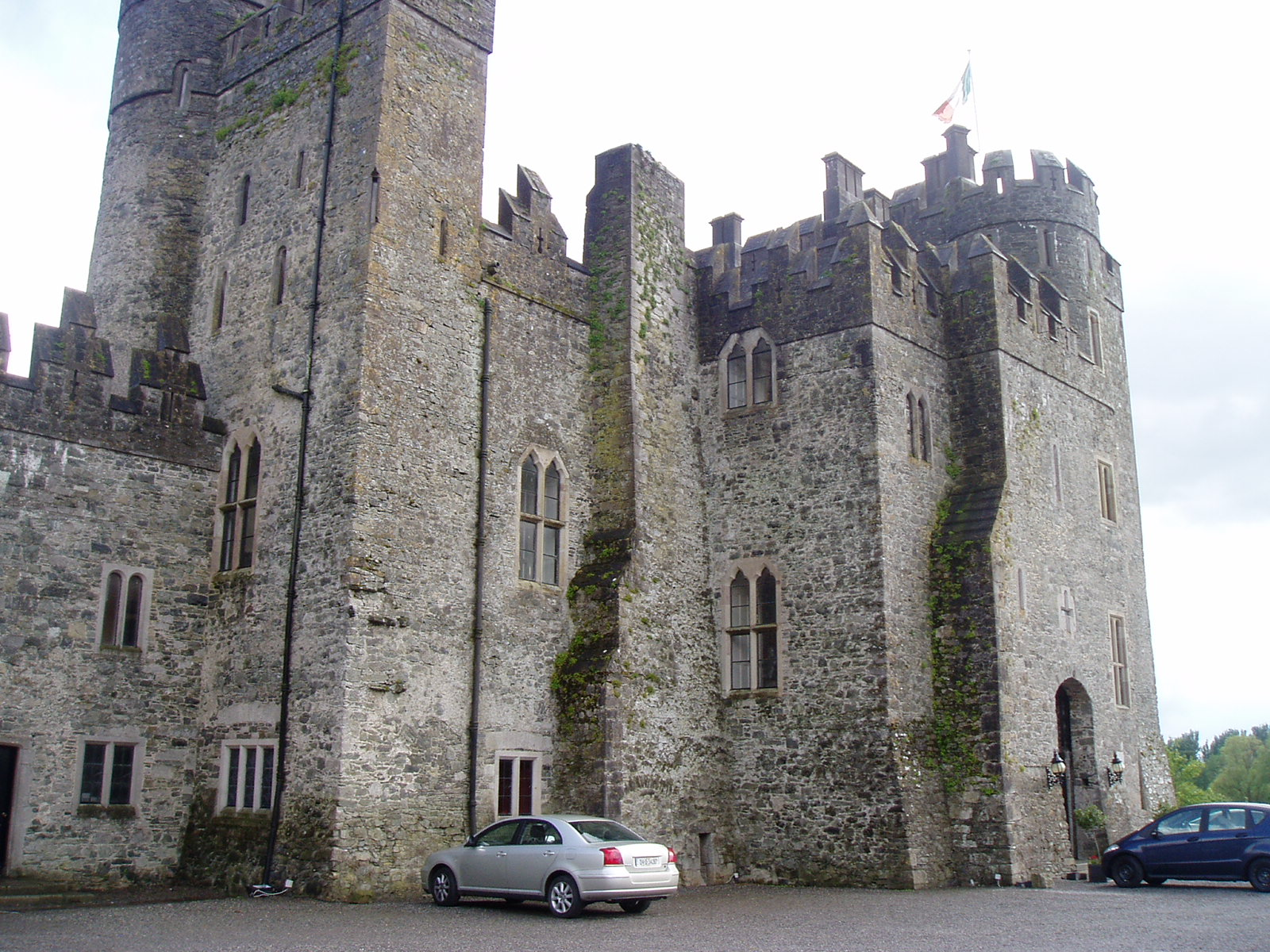
Kilkea Castle

Kilkea Castle är en medeltida borg som ligger omkring fem kilometer nordväst om Castledermot i County Kildare på Irland. Borgen ligger i närheten av byn Kilkea och längs den regionala vägen R418 som löper i nord-sydlig riktning mellan Athy och Tullow. Under medeltiden fungerade borgen som en fästning, främst använt av Fitzgeralds-dynastin. Familjen sålde slutligen fastigheten under tidigt 1960-tal och därefter fungerade den som hotell i flera decennier. På grund av ekonomiska problem i samband med den irländska finanskrisen gick borgen med tillhörande ägor till försäljning 2009. 